# IRobot
iRobot Corporation（アイロボット・コーポレーション）は、アメリカ合衆国マサチューセッツ州ベッドフォードに本社を置く家庭用清掃ロボットの設計・開発を行う企業。

## 概要
自律型家庭用掃除ロボット「ルンバ」や全自動モップかけ機「ブラーバ」や全自動フローリング洗浄掃除機「スクーバ」で知られている世界的な企業。
米国マサチューセッツ州ベッドフォード（Bedford）に本社がある。
ここ数年のデータを見ると、収益は右肩上がりに伸びており、2021年の世界収益は約7億5400万米ドルである。収益の地域別の内訳を見ると、アメリカ合衆国が7億5400万米ドル、EMEAが4億7000万米ドル、日本が2億2200万米ドル、その他の地域が1億1700万米ドルとなっている。
2022年8月に、ネット通販大手でAmazon Echoなどの家庭用製品やサービスも提供しているAmazonがiRobotを買収すると発表した。しかし、連邦取引委員会（FTC）や欧州連合（EU）の規制当局による審査が難航したことを受けて、Amazonは2024年1月29日にiRobotの買収を断念することを発表した。

## 歴史
マサチューセッツ工科大学のMIT人工知能研究所で働いていた、ロドニー・ブルックス、コリン・アングル（現CEO）、ヘレン・グレイナー（現UAV開発企業CyPhy Works社CEO）の3人が設立した会社である。
iRobotは1990年に設立され、2000年に Delawareと合併した。設立から2003年まで常に赤字であった。2005年11月9日に株式公開し、500万株を24ドル/株で売って1億2000万ドルを得た。
最初は主に、アメリカ軍、SWATで爆発物処理や偵察に使用されている、軍事用ロボットのパックボット(PackBot)などを開発していた。
商用および家庭用の 遠隔操作ロボット もいくつか開発したものの、こちらは全く売れなかった。

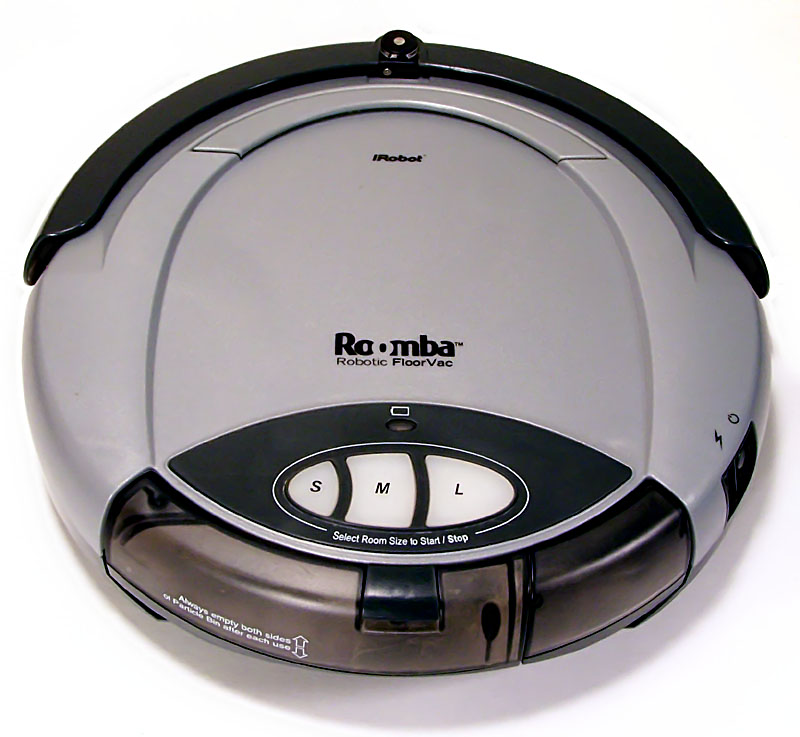
第一世代ルンバ

2002年に、家庭用ロボット掃除機ルンバを発売し、その販売が好調となり、当社の主力事業となっていった。
2016年2月、かつては主力事業のひとつであった軍事用ロボット部門をアーリントンキャピタルパートナーズに4500万ドルで売却すると発表した。それにより家庭用ロボットのほうに注力するということである。
2022年8月5日にAmazonがiRobotを16億5000万ドル（約2200億円）で買収することを発表した。

## 家庭用ロボット

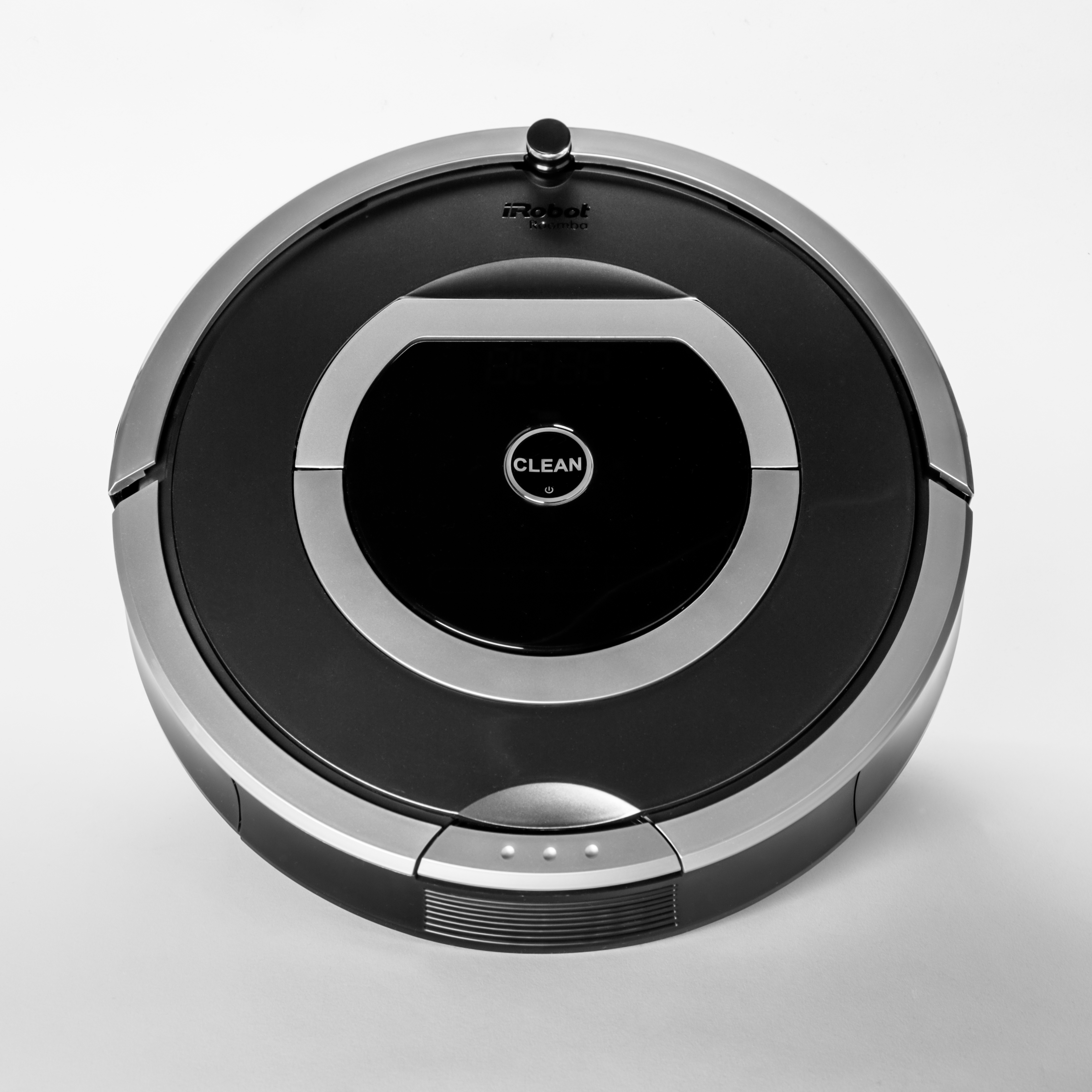
ルンバ 700シリーズ（2014年）

- 2000年、iRobot は My Real Baby で玩具市場に参入した。この製品は、アニマトロニクスを利用したリアルな表情の人形である。同製品はハズブロと共同で製品化されたが、既に製造されていない。
- 2002年、iRobot は掃除ロボットルンバをリリースした。ルンバの販売は好調で当社の主力製品となった。[9] 2006年3月、iRobot はルンバを200万台販売したことを発表した。
- 2005年5月、iRobot はフローリング洗浄掃除機ロボットスクーバをリリースした。ルンバとの違いは、水を使ってフローリングを洗浄する点である。なお、完全な製品が市場に登場したのは2006年前半のことである。
- 2006年、iRobot は作業場用ロボット iRobot Dirt Dog をリリースした。このロボットは、作業場の床に落ちているナットやボルトといった小さな物体を集めるものである。
- 2007年、趣味のロボットとして iRobot Create がリリースされた。これはプログラム可能なロボットで、センサーなどの機能を追加することも可能。

## 研究用ロボットと軍事用ロボット
- Genghis（1991年） - ゲンギスは、iRobot の最初のロボット。研究用に設計された。現在は国立航空宇宙博物館にある。
- Ariel（1996年） - 水陸両用で地雷を除去するカニ型ロボット。
- Urbie（1997年） - 都市環境でのロボットの概念実証用。戦車を2台繋げたような形で、階段を登ることができる。
- PackBot Scout - 接近が困難な危険な場所で、1人の兵で操作運用可能な偵察用ロボット。静止画カメラを搭載していて、撮影した画像を操縦システムに送ってくる。イラクとアフガニスタンで実際に運用された。この研究はDARPAの援助を受けている。
- PackBot Explorer - Scout の進化したもので、音声と動画カメラを備え、他にもいくつかのセンサーを備えている。人質救出の際の偵察や戦闘によるダメージを調べるのに使われることを想定している。
- Swarm - 群知能研究のために開発された。このプロジェクトもDARPAの援助を受けている。
- Warrior - 2008年完成を目指して現在開発中[10]。重量 250 ポンドで凹凸の激しい地形を毎時12マイルの速度で移動でき、100ポンド以上の荷物を搭載可能。爆発物処理、戦場での死傷者搬送、消火活動などへの応用が考えられる[11]。
- RGator - Deere & Company との提携による製品。小型多用途車にロボット機能を搭載したもの。自律的に設定した地点まで（障害物を回避しつつ）移動する機能と遠隔操縦による半自律動作が可能。

## テレビ番組
- 日経スペシャル カンブリア宮殿 独占取材！アイロボット 革命児が見据える未来（2023年10月26日、テレビ東京）- iRobot 創業者 CEO コリン・アングル出演[12]。

## 書籍

### 関連書籍
- 『「共創力」 ルンバを作った男コリン・アングル』（著者:大谷和利）（2020年10月29日、小学館）ISBN 9784093887908